# Ounet
Ounet är ett arrondissement i kommunen Banikoara i Benin. Den hade 11 897 invånare år 2002.